# Zwergameisenspringer
Die Zwergameisenspringer (Synageles) bilden eine zahlenmäßig kleine Gattung innerhalb der Familie der Springspinnen (Salticidae), die zur Ordnung der Webspinnen zählt. Die Gattung ist holarktisch verbreitet und die einzige myrmekomorpher (ameisenimitierender) Spinnen, die auf dieses Gebiet beschränkt ist. Dort bewohnen ihre Arten mehrheitlich Graslandschaften, manchmal auch andere Habitate (Lebensräume). Zwergameisenspringer sind sehr kleine Echte Webspinnen (Araneomprohae) mit einer zum Zweck der Nachahmung ameisenähnlichen Gestalt. Die Imitation von Ameisen dient dem Prinzip der Bates’schen Mimikry zur Abwehr von Prädatoren (Fressfeinden), da Ameisen aufgrund ihrer Wehrhaftigkeit unbeliebte Beutetiere sind.
Zwergameisenspringer sind wie alle Springspinnen tagaktiv und verbringen die nächtliche Inaktivität in für die Familie typischen Wohngespinsten. Am Tag sind die anscheinend mehrheitlich terrestrischen (bodenbewohnenden) Spinnen insbesondere bei sonnigem Wetter sehr bewegungsfreudig. Auch sind sie wie alle Spinnen räuberisch. Einige Zwergameisenspringer kommen in der Nähe von Ameisen vor, wodurch die Imitation verstärkt wird. Im Gegensatz zu den meisten myrmekomorphen Spinnen heben die Zwergameisenspringer bei der Fortbewegung nicht unbedingt das erste, sondern bevorzugt das zweite Beinpaar an.
Der Lebenszyklus der Zwergameisenspringer ist nur bei wenigem Arten wie dem Schlanken Ameisenspringer (S. venator) ausführlich dokumentiert. Der Paarung geht eine ausgeprägte Balz voraus und ein begattetes Weibchen der Gattung legt einige Zeit nach der Paarung nacheinander mehrere Eikokons an, die wohl aufgrund einer sehr geringen Mortalitätsrate nur sehr wenige Eier enthalten.

## Merkmale

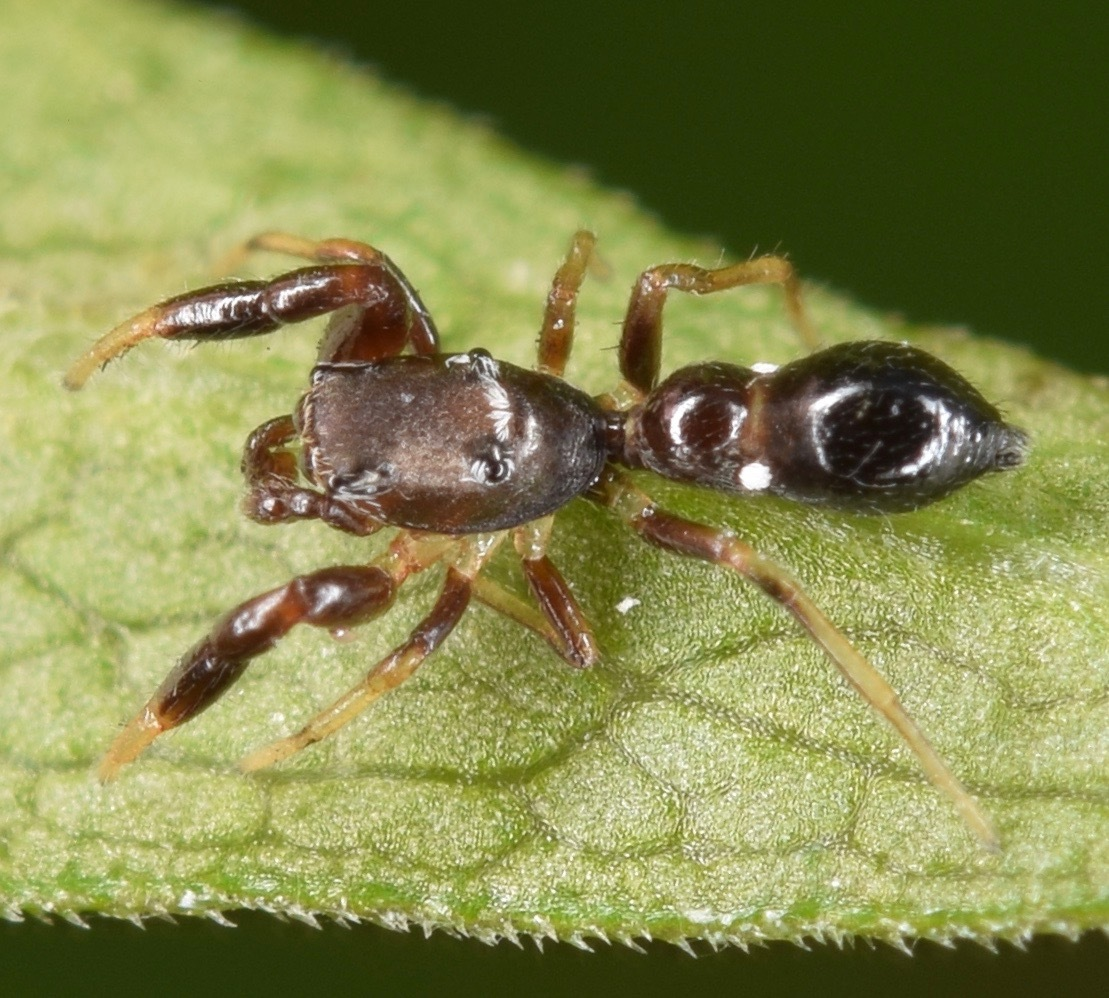
Männlicher Ameisenspringer mit deutlich verdickten Vorderbeinen

Zwergameisenspringer sind kleine Springspinnen (Salticidae) mit einer Körperlänge von 2,2 bis 4,8 Millimetern. Typisch ist für diese Spinnen der langgestreckte, schillernde Körper, wodurch das ameisenähnliche Erscheinungsbild ermöglicht wird. Zwergameisenspringer sind gleichmäßig dunkel- bis hellbraun, die Beine blass gefärbt und haben pro- (vorne) und retrolateral (hinten seitlich) dunkle Streifen und verdunkelte Flächen.
Der Carapax (Rückenschild des Prosomas bzw. Vorderkörpers) ist flach und niedrig, seine Höhe entspricht 30 bis 40 % seiner Länge. Das mediane (mittlere) Augenviereck nimmt 65 bis gut 80 % der Länge des Carapax ein. Dorsal (rückenseitig) hat der Carapax keine Einschnürung und ist lateral (seitlich) höchstens posterior (hinter) der dritten Augenreihe leicht abschüssig. Die erste und dritte Augenreihe sind ungleich breit. Ein einzelnes Auge ist normalerweise höher aus als die Breite der jeweils breitesten Augenreihe. Eine Fovea (an die Muskeln des Saugmagen ansetzende Einkerbung) kann vorhanden sein. Bei den meisten Zwergameisenspringern hat sie sich vermutlich teilweise bis ganz zurückgebildet. Das Opisthosoma (Hinterleib) hat anterior (vorne) eine Verengung. Im Bereich der dritten Augenreihe und an den Seiten der Verengung des Opisthosoma sind weiße Schuppen ausgeprägt. Bei Betrachtung unter dem Rasterelektronenmikroskop erkennt man, dass diese konvex geformt und dorsal relativ glatt sind sowie manchmal wenige Zahnungen aufweisen.

Ansichten weiblicher Zwergameisenspringer
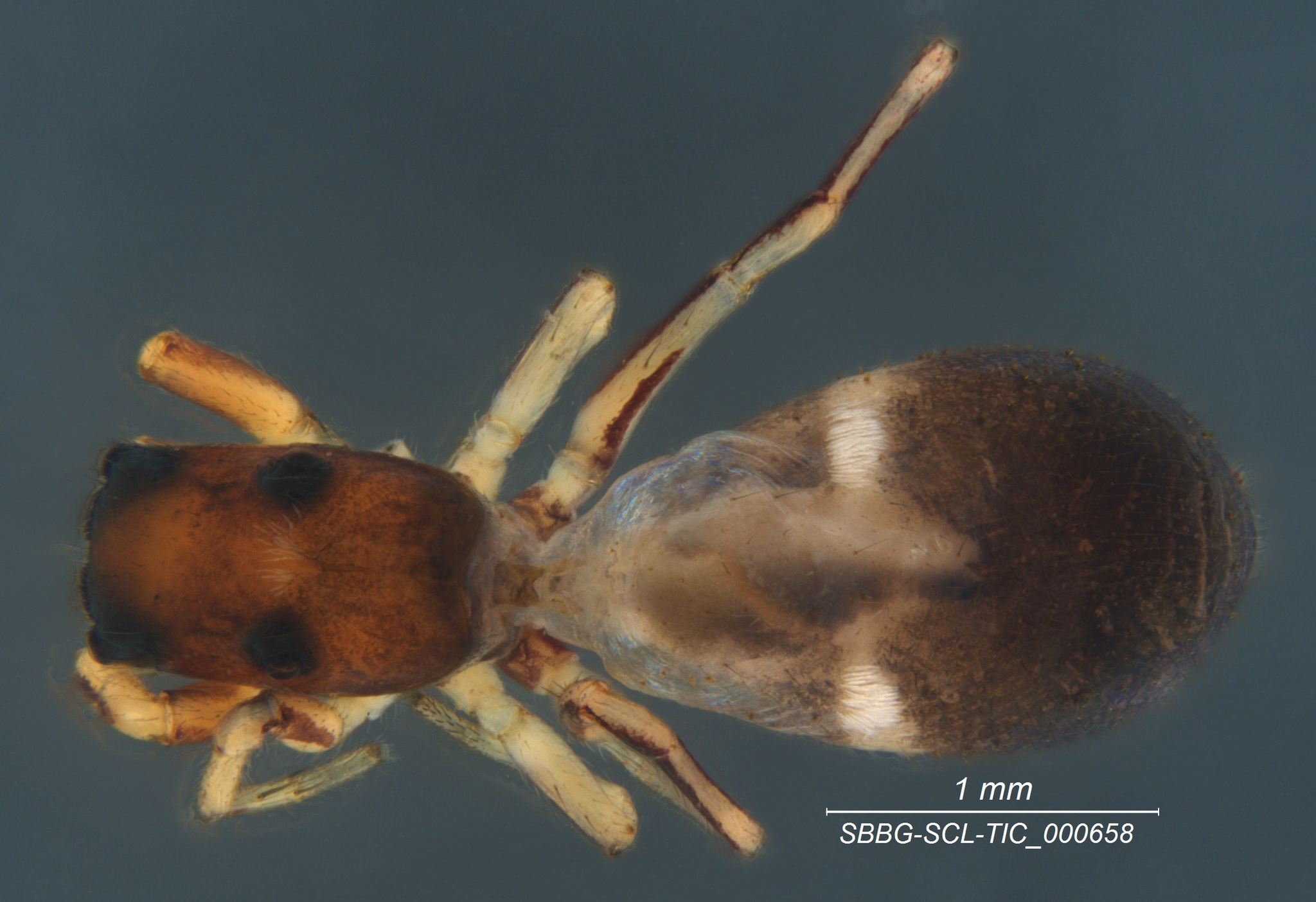
Dorsalansicht mit Größenvergleich (präpariertes Exemplar)
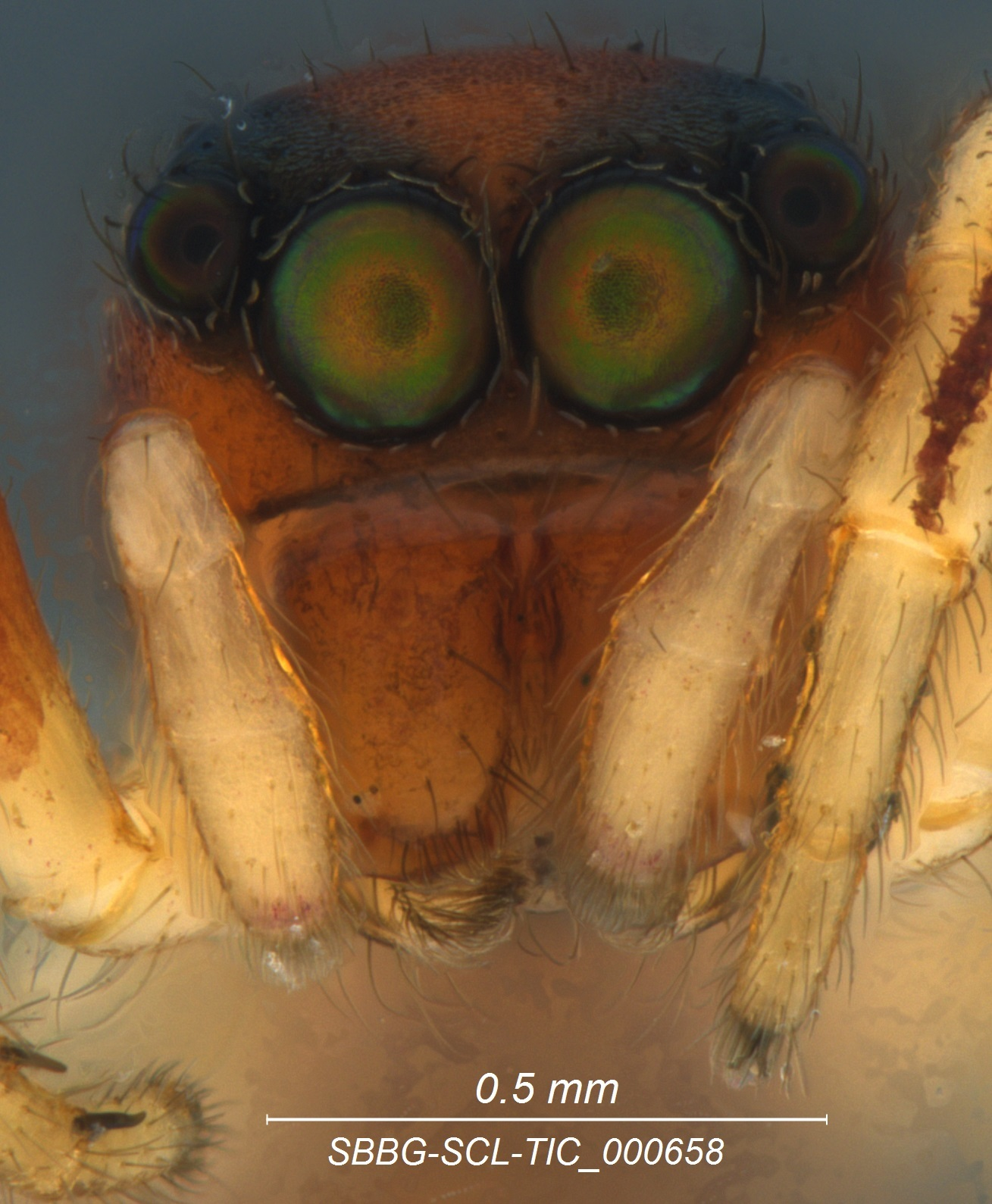
Frontale Detailansicht mit Größenvergleich (präpariertes Exemplar)
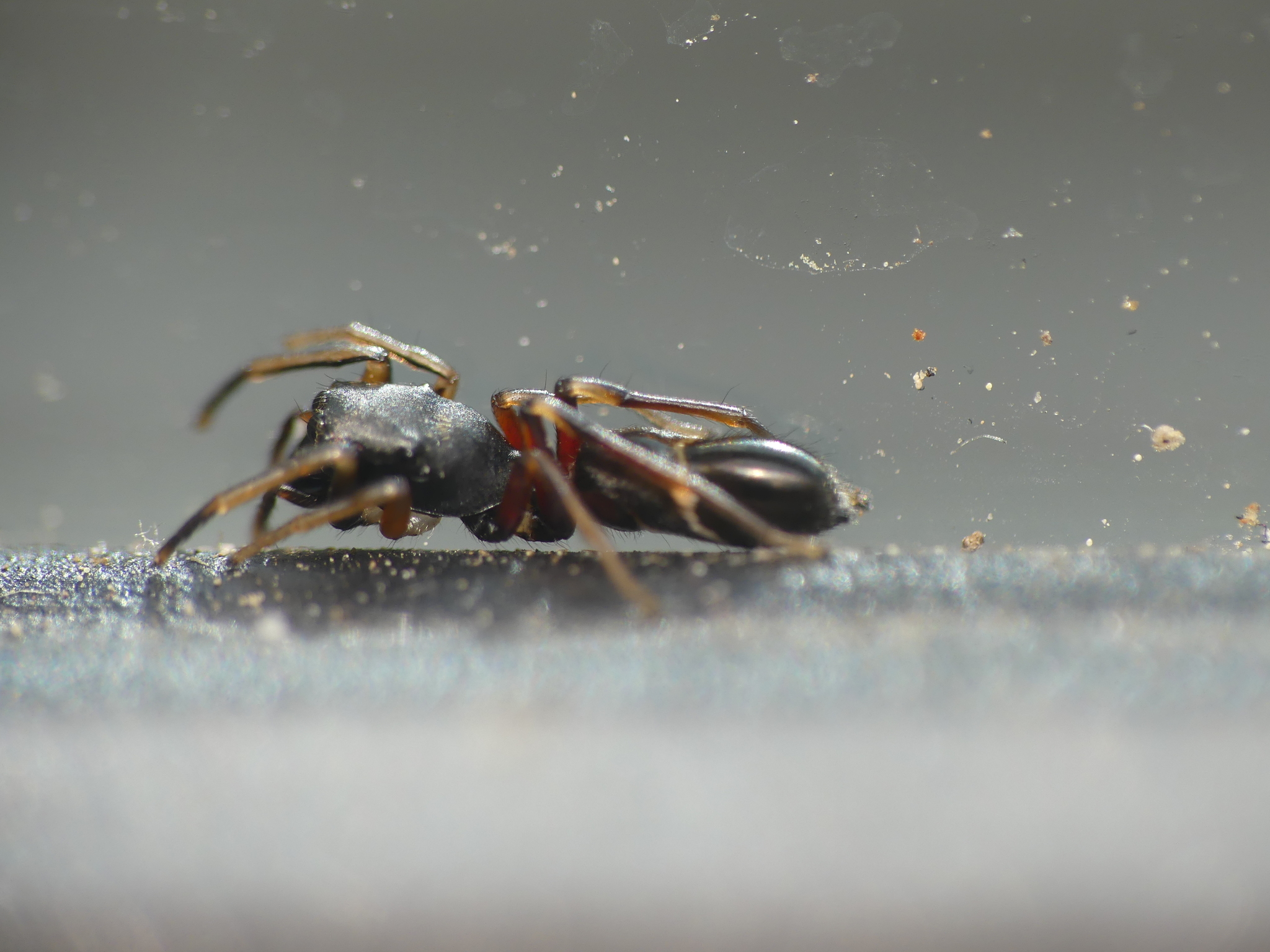
Lateralansicht

### Genitalmorphologische Merkmale
| Bulbus | Epigyne |
|        |         |

Die Pedipalpen (umgewandelte Extremitäten im Kopfbereich) haben bei den männlichen Zwergameisenspringern im Bereich der Tibien (Schienen) oftmals je eine einzelne retrolaterale Apophyse (Fortsatz), die bifid (zweigeteilt) sein kann. Einige Arten können dort zwei unterschiedliche Apophysen statt einer haben. Bei dem Bulbus (männliches Geschlechtsorgan) ist dessen Embolus (drittes und letztes Sklerit bzw. Hartteil) als Spitze oder als Röhre ausgebildet. Seine Kanäle sind gut erkennbar. Die Epigyne (weibliches Geschlechtsorgan) der Gattung besitzt zwei Öffnungen, die zu den verschlungen erscheinenden und unregelmäßigen inneren Kanälen sowie den Spermatheken (Samentaschen) führen.

### Untergattungen
Die Zwergameisenspringer lassen sich in die zwei Untergattungen Gertschia und Synageles unterteilen. Beide können morphologisch (Struktur und Form betreffend) nur anhand ihrer genitalmorphologischen Merkmale unterschieden werden.

#### Genitalmorphologische Merkmale der UntergattungGertschia
Männchen der Untergattung Gertschia haben an den Tibien ihrer Pedipalpen je eine distale (von der Körpermitte entfernt liegende) verzweigte Apophyse, deren Höcker distal erweitert sind und die sich im Bereich der dorsoventralen (oben seitlichen) Fläche befinden. Der Embolus eines Bulbus ist dünn und stark gekurvt. Das Verhältnis zwischen Länge und Breite ist dort 10 zu 1 oder mehr. Die Epigyne der Weibchen der Untergattung ist  stark ausgeprägt und hat zwei mediale Öffnungen. Die Befruchtungskanäle münden in die kompakten und gespulten Spermatheken. Diese sind deutlich vom posterioren marginalen (am Rand gelegenen) Bereich der Epigyne distanziert.

#### Genitalmorphologische Merkmale der UntergattungSynageles
Die tibiale Apophyse an den Pedipalpen der Männchen der Untergattung Synageles ist entweder gar nicht verzweigt oder mit einer weiteren Apophyse an gleicher Stelle ausgestattet. Das Länge-Breite-Verhältnis des Embolus beläuft sich dort auf 6 zu 1 oder weniger. Die Epigyne der Weibchen kann bei dieser Untergattung variieren, ihre Öffnungen sind oftmals lateral oder posterior angelegt. Liegen sie medial, dann sind anders, als  bei den beiden anderen Varianten keine kurzen Befruchtungskanäle vorhanden, die sich lateral im Bereich der Spermatheken erweitern.

### Differenzierung von der GattungPeckhamia
Die Arten der ebenfalls zu den Springspinnen (Salticidae) zählenden Gattung Peckhamia können leicht mit den Zwergameisenspringern verwechselt werden, doch ist bei der Gattung Peckhamia der Carapax weniger flach und im kephalen (am Kopf gelegenen) Bereich konvexer geformt. Außerdem hat er dort hinter der dritten Augenreihe eine deutlich höhere Absenkung. Die meisten Arten der Gattung Peckhamia haben außerdem drei Paare ventraler (unterer) Stacheln an den Tibien des ersten Beinpaares.

## Verbreitung und Lebensräume

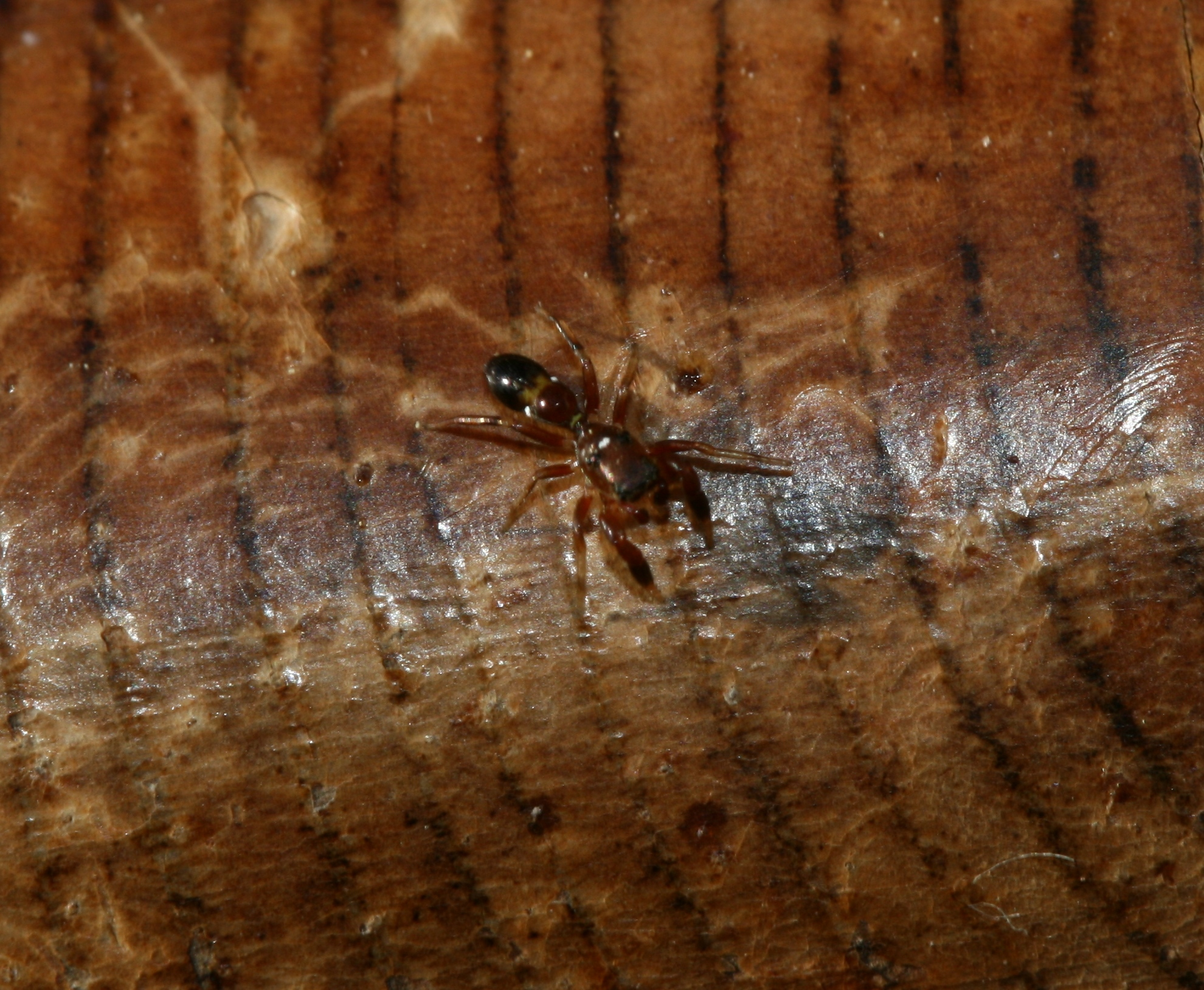
Männlicher Ameisenspringer, gefunden bei Argaka auf Zypern.

Unter allen myrmekomorphen (ameisenimitierenden) Springspinnen (Salticidae) haben die Zwergameisenspringer das nördlichste Verbreitungsgebiet. In der Paläarktis endet es nördlich bei den Britischen Inseln und Skandinavien, während es sich in Richtung Nordosten über Sibirien erstreckt. Südlich reicht das Verbreitungsgebiet in der Paläarktis an die Mittelmeerküste Nordafrikas, in den Nahen Osten und nach Südosten ins Gebiet der russischen Stadt Wladiwostok. In Amerika erstreckt sich das Vorkommen der Gattung vom Süden Kanadas bis zum Süden Mexikos. Zwergameisenspringer sind vor allem in weitläufigen Graslandschaften und in krautiger Vegetation anzutreffen. Einzelne Arten bewohnen jedoch auch andere Habitate (Lebensräume).

## Lebensweise

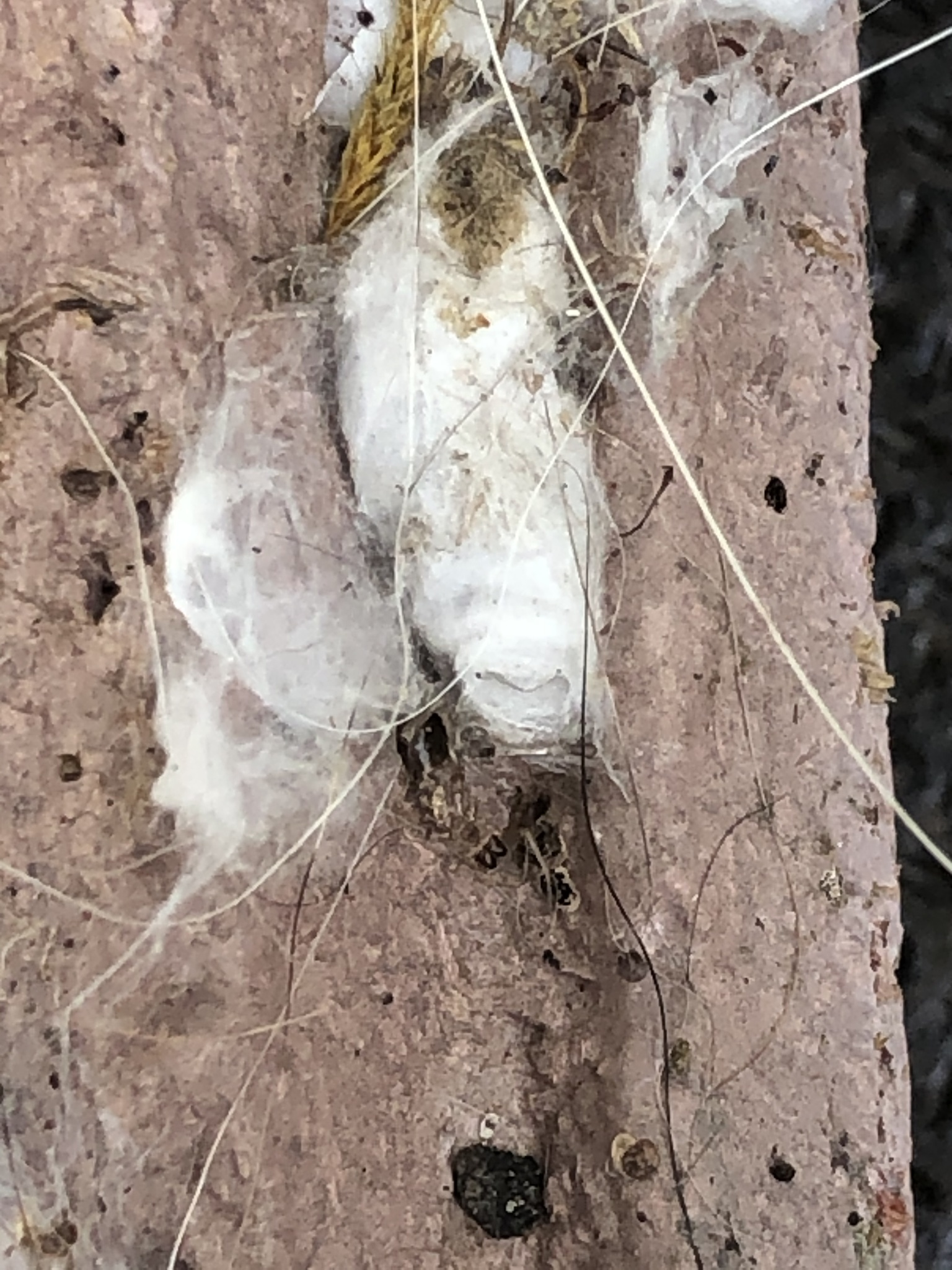
Wohngespinst eines Zwergameisenspringers

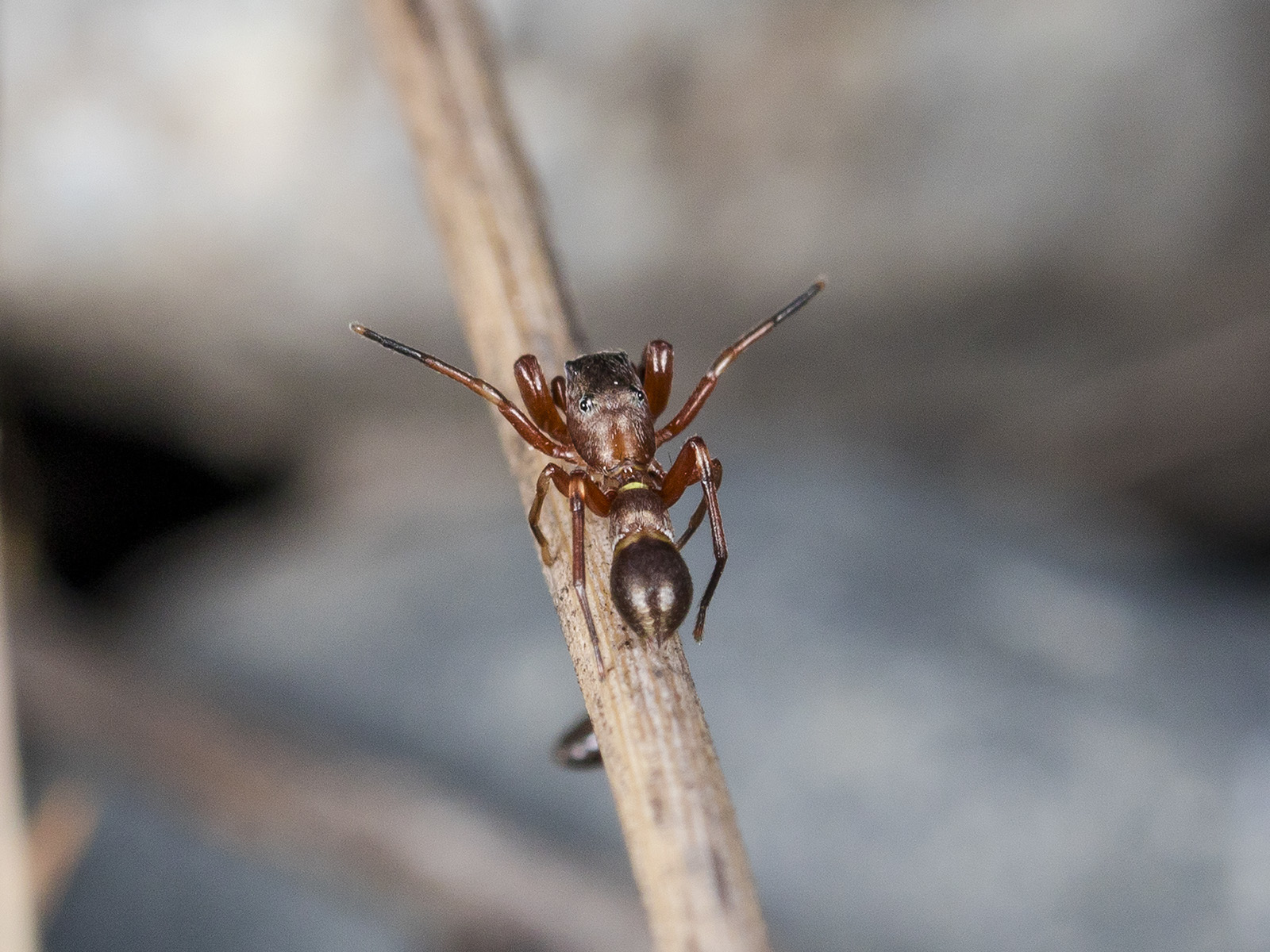
Männchen von S. subcingulatus mit angehobenem zweiten Beinpaar

Zwergameisenspringer sind wie alle Springspinnen (Salticidae) tagaktiv und leben wie alle Spinnen räuberisch. Die Nacht wird ebenfalls nach Eigenart der Familie in Wohngespinsten verbracht. Bei sonnigem Wetter zeigen sich die Spinnen äußerst aktiv und sind ununterbrochen in Bewegung. Sie bewegen sich dann stetig über den Boden, an Wänden oder Zaunpfählen umher. Insgesamt wird bei Zwergameisenspringern eine terrestrische (bodenbewohnende) Lebensweise vermutet.
Zwergameisenspringer verstärken, wie es für myrmekomorphe Spinnen üblich ist, ihre Imitierung von Ameisen, indem sie auch deren Bewegung nachahmen. Dafür heben sie während der Fortbewegung meistens das zweite Beinpaar an, was an die Fühler von Ameisen erinnern soll. Damit unterscheiden sich Zwergameisenspringer genau wie alle Vertreter der Gattung Peckhamia und einige der Gattung Sarinda aus der gleichen Familie hinsichtlich ihrer Fortbewegung von anderen myrmekomorphen Spinnen, die dafür ausschließlich oder überwiegend das erste Beinpaar anheben. In einigen Fällen heben Zwergameisenspringer auch das erste Beinpaar dafür an. Neben den Beinen heben die Spinnen überdies rhythmisch ihr Opisthosoma in die Höhe. Der Zweck dieser Nachahmung ist wie bei anderen myrmekomorphen Spinnen der gleiche: Die Imitierung dient der Abwehr von Prädatoren (Fressfeinden), da Ameisen recht wehrhaft sind und demzufolge unbeliebte Beutetiere darstellen. Man spricht hier von der Bates’schen Mimikry, für die Ameisen aufgrund dessen allgemein ein häufiges Modell bilden. Dank dieser Imitation ist die Überlebensrate von Zwergameisenspringern vergleichsweise hoch, sie bietet dennoch keinen vollständigen Schutz, da es auch auf Ameisen spezialisierte Räuber gibt. Zusätzlich kommen einige Zwergameisenspringer gemeinsam mit Ameisen vor. Die größten optischen Gemeinsamkeiten teilen die Spinnen mit den Arbeiterinnen von Ameisen der Gattung Crematogaster, von Wegameisen (Lasius) und von Waldameisen (Formica).
Der Lebenszyklus der Zwergameisenspringer ist bislang kaum erforscht und bislang nur bei wenigen Arten, darunter dem Schlanken Ameisenspringer (S. venator), ausgiebig dokumentiert worden. Vor der Paarung vollführen männliche Zwergameisenspringer unmittelbar vor den weiblichen eine Balz, bei der sie die zuvor erhobenen vorderen Beine seitlich oder frontal absenken und ihr Opisthosoma entweder anheben und wieder senken oder anheben und dieses dann schwenkartig in beide Richtungen bewegen. Die von den begatteten Weibchen angelegten Eikokons enthalten lediglich je drei oder vier Eier und somit sehr wenig verglichen mit denen vieler anderer Spinnen. Vermutlich rührt dies von den hohen Überlebenschancen der Zwergameisenspringer her, die eine hohe Nachwuchsrate überflüssig machen würden. Eine andere mögliche Erklärung wäre, dass die allgemein kleine Größe dieser Spinnen es ihnen nicht ermöglicht, Eier in großer Stückzahl zu legen. Dafür spräche, dass bei weiblichen Zwergameisenspringern verschiedener Arten zumindest in Gefangenschaft nach der Fortpflanzung nachgewiesen wurde, dass sie mehrere Eikokons nacheinander in zeitlichen Intervallen anlegten. Bei einem Weibchen von S. noxiosus etwa waren es sieben oder acht Kokons.

## Systematik
Die Systematik der Zwergameisenspringer wurde mehrfach geändert. Die Typusart der Gattung ist der Schlanke Ameisenspringer (S. venator).

### Beschreibungsgeschichte und Systematik der Untergattungen
Die Gattung der Zwergameisenspringer wurde 1876 von Eugène Simon erstbeschrieben. Bruce Cutler schlug 1977 vor, die Gattung als älteres Synonym der Gattung Gertschia zu führen. Seit einem 1987 durchgeführten Review der Gattung unter gleichem Autor lassen sich die Zwergameisenspringer in die zwei Untergattungen unterteilen, von denen die 1977 mit ihnen synonymisierte Gattung Gertschia eine ist. Die Typus-Untergattung Synageles ist die andere.
Das Aufstellen der Gattung Gertschia wurde 1945 von Benjamin Julian Kaston erwogen. David B. Richman und Cutler sahen die Gattung 1978 als Synonym der Zwergameisenspringer an. Sie führten die Gattung Gertschia als Untergattung der Zwergameisenspringer ein, die die drei nah verwandten nearktischen Arten S. bishopi, S. mexicanus und S. noxiosus enthält, wobei letztere Art die Typusart der Untergattung ist. Es wird spekuliert, dass die drei Arten sich aus anderen der Untergattung Synageles entwickelten, die während des Pleistozäns im Gebiet vorkamen, das heute dem des Südwestens der Vereinigten Staaten und dem Nordwesten Mexikos entspricht. Die Untergattung Synageles enthält alle übrigen Arten der Zwergameisenspringer.

### Arten
Die Gattung der Zwergameisenspringer umfasst 20 Arten. Diese und ihre geographischen Verbreitungen sind:
- S. albotrimaculatus (Lucas, 1846) – Spanien, Frankreich, Italien, Algerien, Tunesien, Türkei
- S. bishopi Cutler, 1988 – Vereinigte Staaten
- S. canadensis Cutler, 1988 – Vereinigte Staaten, Kanada
- S. charitonovi Andreeva, 1976 – Kasachstan, Zentralasien
- S. dalmaticus (Keyserling, 1863) – Mittelmeerraum, Bulgarien, Rumänien, Ukraine, Kaukasien (Russland, Aserbaidschan)
- Kleiner Ameisenspringer (S. hilarulus) (C. L. Koch, 1846) – Europa, Türkei, Russland (Europa bis Ferner Osten), Kasachstan, Zentralasien, Korea, Japan
- S. idahoanus (Gertsch, 1934) – Vereinigte Staaten
- S. karaman Topçu & Demircan-Aksan, 2020 – Türkei
- S. leechi Cutler, 1988 – Kanada
- S. mexicanus Cutler, 1988 – Vereinigte Staaten, Mexiko
- S. morsei Logunov & Marusik, 1999 – Russland (Ferner Osten)
- S. nigriculus Danilov, 1997 – Russland (Südsibirien, Ferner Osten)
- S. noxiosus (Hentz, 1850) – Nordamerika, Bahamas
- S. occidentalis Cutler, 1988 – Vereinigte Staaten, Kanada
- S. persianus Logunov, 2004 – Armenien, Aserbaidschan, Iran
- S. ramitus Andreeva, 1976 – Ukraine, Russland (Europa bis Südsibirien), Kasachstan, Zentralasien, Mongolei, China
- S. repudiatus (O. Pickard-Cambridge, 1876) – Ägypten
- S. scutiger Prószyński, 1979 – Griechenland, Ukraine, Aserbaidschan
- S. subcingulatus (Simon, 1878) – Mitteleuropa, Ukraine, Russland (Europa, Westsibirien), Türkei, Aserbaidschan, Kasachstan, Zentralasien
- Schlanker Ameisenspringer (S. venator) (Lucas, 1836) – Europa, Türkei, Kaukasien, Russland (Europa bis Ferner Osten), Kasachstan, Zentralasien, China, Japan. In Kanada eingeführt.

#### Synonymisierte Arten
Drei einstige Arten, die zuletzt zu den Ameisenspringern zählten, wurden mit anderen Arten der Gattung synonymisiert und verloren somit ihren Status. Dies waren:
- S. albotrimaculatus gallicus Simon, 1937 – synonymisiert mit S. albotrimaculatus unter Jiménez-Valverde & Wesołowska, 2005.
- S. lepidus Kulczyński, 1897 – synonymisiert mit S. subcingulatus unter Logunov & Marusik, 2001.
- S. todillus (Simon, 1868) – synonymisiert mit S. dalmaticus unter Chyzer & Kulczyński, 1891.

#### Nicht mehr anerkannte Arten
Zwei Arten zählten zuletzt zu den Zwergameisenspringern und gelten heute als Nomina dubia. Dies sind:
- S. ovatus Franganillo, 1910 – aufgelöst unter Jiménez-Valverde & Wesołowska, 2005.
- S. pulcher Franganillo, 1913 – aufgelöst unter Jiménez-Valverde & Wesołowska, 2005.